# Bouvardia rekoi
Bouvardia rekoi är en måreväxtart som beskrevs av Paul Carpenter Standley. Bouvardia rekoi ingår i släktet Bouvardia och familjen måreväxter. Inga underarter finns listade i Catalogue of Life.